# Раздьяконов, Феликс Иннокентьевич
Феликс Иннокентьевич Раздьяконов (30 сентября 1930, Дзержинск, Горьковский край — 6 мая 2004, Ярославль) — советский и российский артист театра, народный артист РСФСР.

## Биография
Феликс Иннокентьевич Раздьяконов родился 30 сентября 1930 года в Дзержинске Горьковского края. Когда ему было около пяти лет, семья переехала во Владивосток, где отец был заместителем начальника политуправления Тихоокеанского морского пароходства, а мать — заведующей отделом политической пропаганды Тихоокеанского флота. Много занимался спортом, подростком играл в футбол за владивостокский «Спартак». Театром заинтересовался после знакомства с будущим актёром Евгением Шальниковым.
В 1955 году окончил Высшее театральное училище имени М. С. Щепкина (курс Константина Зубова) при Малом театре. 
С 1956 года до конца жизни служил в Ярославском театре имени Фёдора Волкова. Был острохарактерным актёром, мастером преимущественно эпизодических ролей.
Умер 6 мая 2004 года в Ярославле, похоронен на Военном мемориальном кладбище Ярославля.

## Награды и премии
- Заслуженный артист РСФСР (11.08.1975)[3].
- Народный артист РСФСР (22.12.1980).
- Премия Правительства Российской Федерации имени Фёдора Волкова «За высокое служение театру».
- Дважды лауреат областной премии «За заслуги в области театрального искусства».
- Медаль «В ознаменование 100-летия со дня рождения Владимира Ильича Ленина» (1970).
- Орден Дружбы (2000).
- Почётный знак «Отличник культурного шефства над Вооруженными силами СССР».
- Знак Министерства культуры СССР «За отличную работу».

## Работы в театре
- «Бесприданница» А. Н. Островского — Вожеватов
- «Каса маре» И. Друцэ — Павелакэ
- «Фёдор Волков» Н. Севера — Фёдор Волков
- «104 страницы про любовь» Э. С. Радзинского — Евдокимов
- «Варшавская мелодия» Л. Зорина — Виктор
- «Забыть Герострата!» Г. И. Горина — Герострат
- «Горе от ума» А. С. Грибоедова — Скалозуб
- «Власть тьмы» Л. Н. Толстого — Никита
- «Царская охота» Л. Зорина — Алексей Орлов
- «Соловьиная ночь» В. Ежова — Лукьянов
- «Варвары» М. Горького — Цыганов
- «Трёхгрошовая опера» Б. Брехта — Макхит
- «Профессор Сторицын» Л. Андреева — Сторицын
- «Живой труп» Л. Н. Толстого — Протасов
- «Сон разума» А.-Б. Вальехо — Гойя
- «Гроза» А. Островского — Кудряш
- «Горячее сердце» А. Островского — Хлынов
- «Панфиловцы» В. С. Шацкова — политрук Клочков
- «Детоубийца» Ф. Горенштейна — Пётр I
- «Кавказский роман» Л. Толстого — Ерошка
- «Фома» Ф. М. Достоевского — Ростанев
- «Перед заходом солнца» Г. Гауптмана — Клаузен
- «Король Лир» В. Шекспира — Лир
- «Тема с вариациями» С. Алёшина — Дмитрий Николаевич
- «Одна» С. Алешина
- «Иркутская история» А. Арбузова

## Фильмография
- 1958 — Наш корреспондент — Алёша Бобров, корреспондент местной газеты
- 1968 — Люди, как реки... (короткометражный) — Володя, любовник жены Григория